# Crematogaster pellens
Crematogaster pellens är en myrart som beskrevs av Walker 1859. Crematogaster pellens ingår i släktet Crematogaster och familjen myror. Inga underarter finns listade i Catalogue of Life.